# بوب شاين
بوب شاين (بالإنجليزية: Bob Shane)‏ هو عازف قيثارة ومغني أمريكي، ولد في 1 فبراير 1934 في هيلو في الولايات المتحدة.

## وصلات خارجية
- بوب شاين على موقع IMDb (الإنجليزية)
- بوب شاين على موقع ميوزك برينز (الإنجليزية)
- بوب شاين على موقع ديسكوغز (الإنجليزية)